# 대크로아티아
대크로아티아(Greater Croatia, 크로아티아어: Velika Hrvatska)는 크로아티아 민족주의의 일종으로, 크로아티아 해외의 크로아티아인까지도 포함한다.

## 배경
현대 대크로아티아국의 개념은 19세기 초 젊은 크로아티아인 지식인들이 만들었다. 이 운동은 당시 크로아티아의 지배국이었던 헝가리에 대한 강력한 저항을 목표로 했다.
대크로아티아의 시초는 17세기 후반에서 18세기에 활동했던 파바오 리터 비테조비치였다. 그는 모든 슬라브인들이 크로아티아인들과 마찬가지라는 주장을 한 크로아티아인으로, 그는 크로아티아의 영토를 아드리아해, 흑해, 발트해 내의 모든 슬라브인 거주지를 포함해야 한다고 생각했다. 
헝가리 왕국이 너무 컸기 때문에, 헝가리는 헝가리 왕국 내 타민족을 대상으로 한 헝가리화를 시도했다. 그 반발로 류데비트 가이가 이끄는 남슬라브 운동인 일리리아 운동이 만들어졌고, 크로아티아 역사에서 최초의 범슬라브주의 운동이었던 이 운동은 오스트리아-헝가리 제국 내에서 언어적,인종적으로 크로아티아의 민족적 정체성을 지키는 것을 목표로 하였다.

## 체코빅-마제크 협정

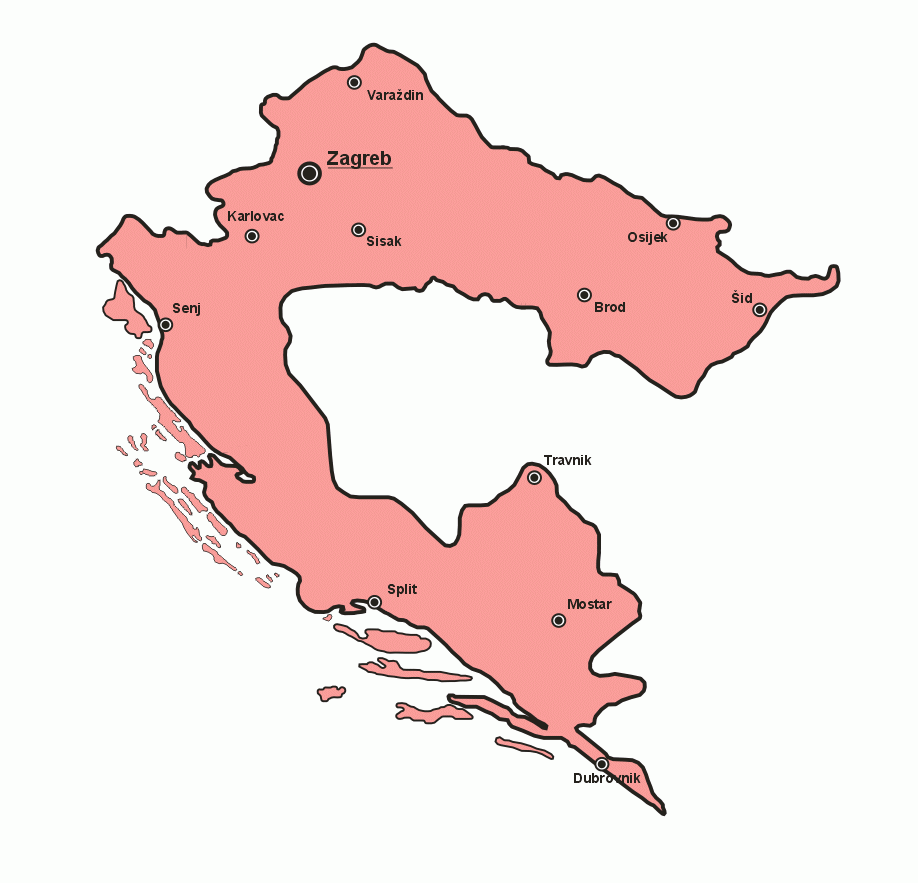
크로아티아 바노비나의 지도

1930년대에 크로아티아인들과 세르비아인들 사이 민족적 긴장이 높아져가는 가운데 유고슬라비아 왕국 내 크로아티아 자치구였던 크로아티아 바노비나는 1939년 체코빅-마제크 협정을 조인했다. 크로아티아는 하나의 자치구로 통합되었고 보이보디나와 포자비나, 남부 보스니아 헤르체고비나와 같은 영토들을 제공받았다.

## 크로아티아 독립국

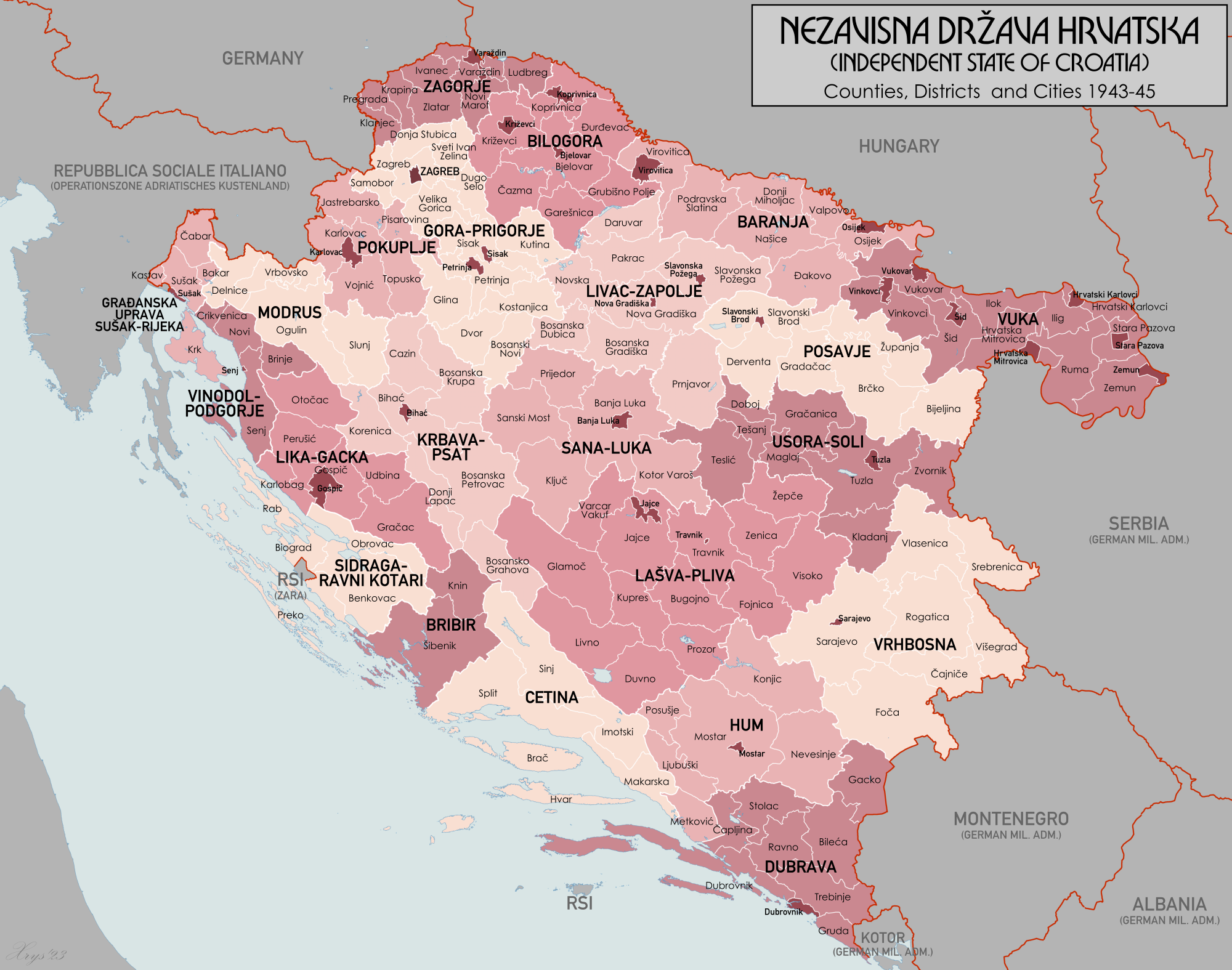
1943년 크로아티아 독립국 행정구역 지도.

최초의 현대 대크로아티아는 크로아티아 독립국이 형성됨으로써 만들어졌다.
1929년에 설립된 파시스트 단체 우스타샤는 대크로아티아가 베오그라드와 드리나강 방향으로 확장되어야 한다고 생각했다. 우스타샤 지도자 안테 파벨리치는 1927년부터 이탈리아와 밀약을 맺고 있었고, 그 밀약은 무솔리니가 크로아티아에게 보스니아 헤르체고비나의 전체 합병을 인정하는 대신 크로아티아는 이탈리아가 주장하는 달마티아 영토를 획득하는 것을 용인하기로 했다.

## 보스니아 전쟁
최근의 많은 대크로아티아 민족주의의 분출은 유고슬라비아 분리 이후로부터 나타났다. 1992년 보스니아 헤르체고비나가 독립을 선언하고, 보스니아 헤르체고비나군과 보스니아내 크로아티아군이 한 편을, 보스니아 세르비아군이 다른 한 편을 이루어 싸웠다.  하지만 크로아티아는 보스니아 내 크로아티아인 지역들에 대한 권리를 주장하고 있었고, 결국 크로아티아 대통령 프라뇨 투지만과 세르비아 대통령 슬로보단 밀로셰비치는 1991년 카라도르데보 협정에서 크로아티아-보스니아 전쟁을 야기하게 되는 보스니아 분할에 동의하게 된다.
크로아티아와 프라뇨 투지만의 보스니아 헤르체고비나에 대한 정책은 항상 영토확장주의였다. 프라뇨 투지만이 죽고 그의 후임자 스체판 메시치는 보스니아 헤르체고비나에 대한 투지만의 대화록들과 녹음기록들을 공개했다.

## 대크로아티아의 영토
- 크로아티아
- 보스니아 헤르체고비나
- 바치카 지역
- 시르미아 지역
- 코토르 만 지역
- 산자크 지역

## 같이 보기
- 대세르비아

## 참고 자료
- Trencsényi, Balázs; Zászkaliczky, Márton (2010). 《Whose Love of Which Country?: Composite States, National Histories and Patriotic Discourses in Early Modern East Central Europe》. BRILL. ISBN 978-90-04-18262-2. 2013년 8월 31일에 확인함.